# Società Ginnastica Comunale Sampierdarenese
La Società Ginnastica Comunale Sampierdarenese è una società sportiva nata il 6 giugno 1891 nell'attuale quartiere genovese di Sampierdarena (allora comune autonomo) per iniziativa dell'Associazione Studentesca Gymnasium (1878) e della Società Operaia di Mutuo Soccorso Universale (1851). Attualmente è attiva esclusivamente in campo ginnico.
È particolarmente nota per la propria sezione calcio attiva fino al 1946, anno della fusione con l'omologa sezione della Andrea Doria per dare vita alla Sampdoria.

## Storia

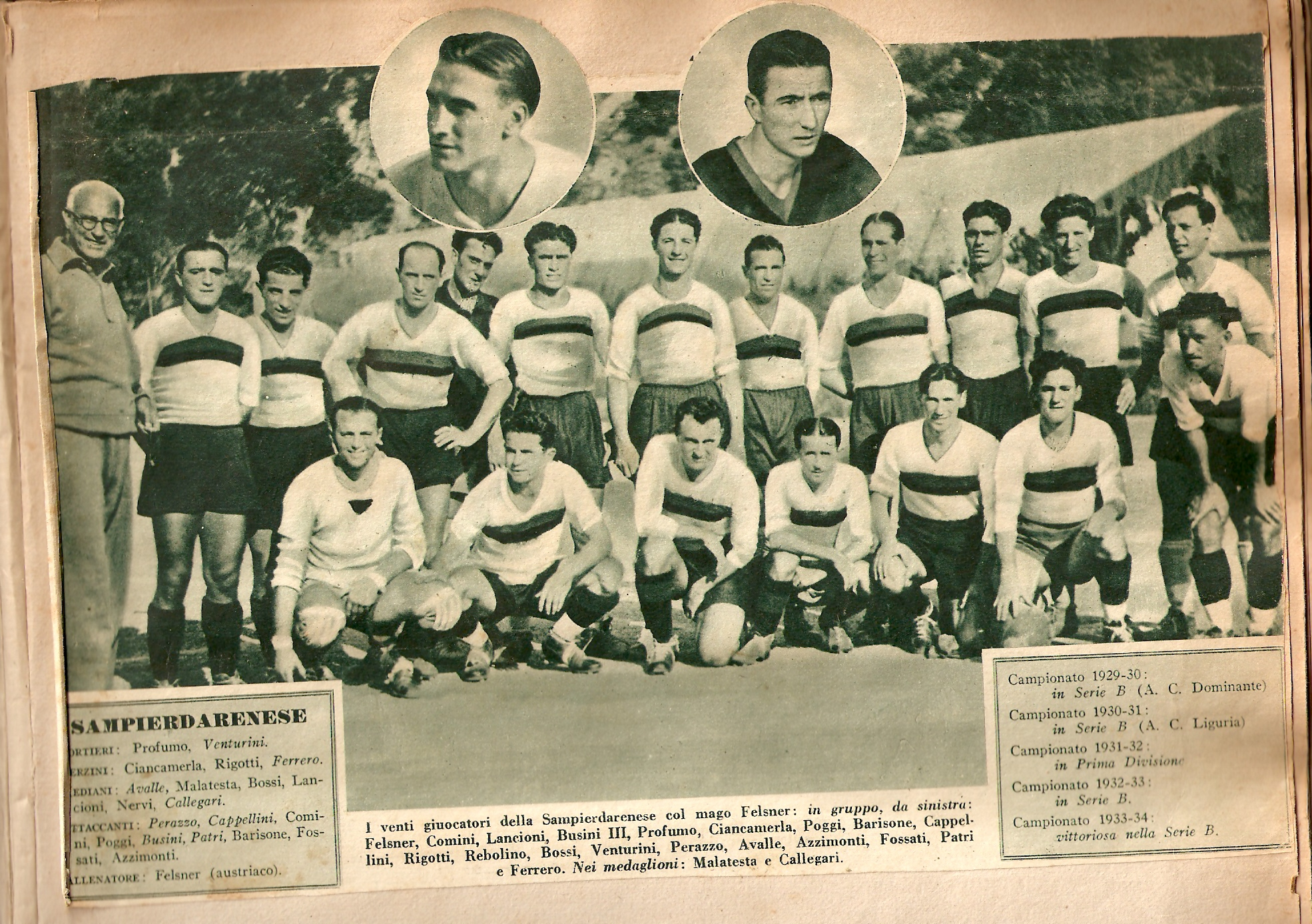
L'A.C. Sampierdarenese appena promossa in Serie A 1934-1935.

Il suo primo presidente fu Andrea Terrile, il cui grande impegno, anche finanziario, permise alla società di partecipare alle maggiori competizioni nazionali ed internazionali di quel tempo.
Inizialmente, le attività praticate erano esclusivamente la ginnastica e la pesistica, ma successivamente furono affiancate da molte altre discipline sportive: scherma, ciclismo, bocciofila, canottaggio, lotta greco-romana, nuoto, tamburello (disciplina in cui la società è ancora tra le più titolate nel campionato italiano), pallacanestro, atletica leggera, tiro a volo, escursionismo e naturalmente anche il calcio. Ad inizio Novecento erano attive anche una fanfara ed una filodrammatica.
Dal 18 maggio 1892 si affiliò alla Federazione Ginnastica Nazionale Italiana. La sezione di ginnastica è tuttora attiva e nel 1969 è stata insignita della Stella d'oro al merito sportivo.

## Le sezioni

### La sezione Ginnastica

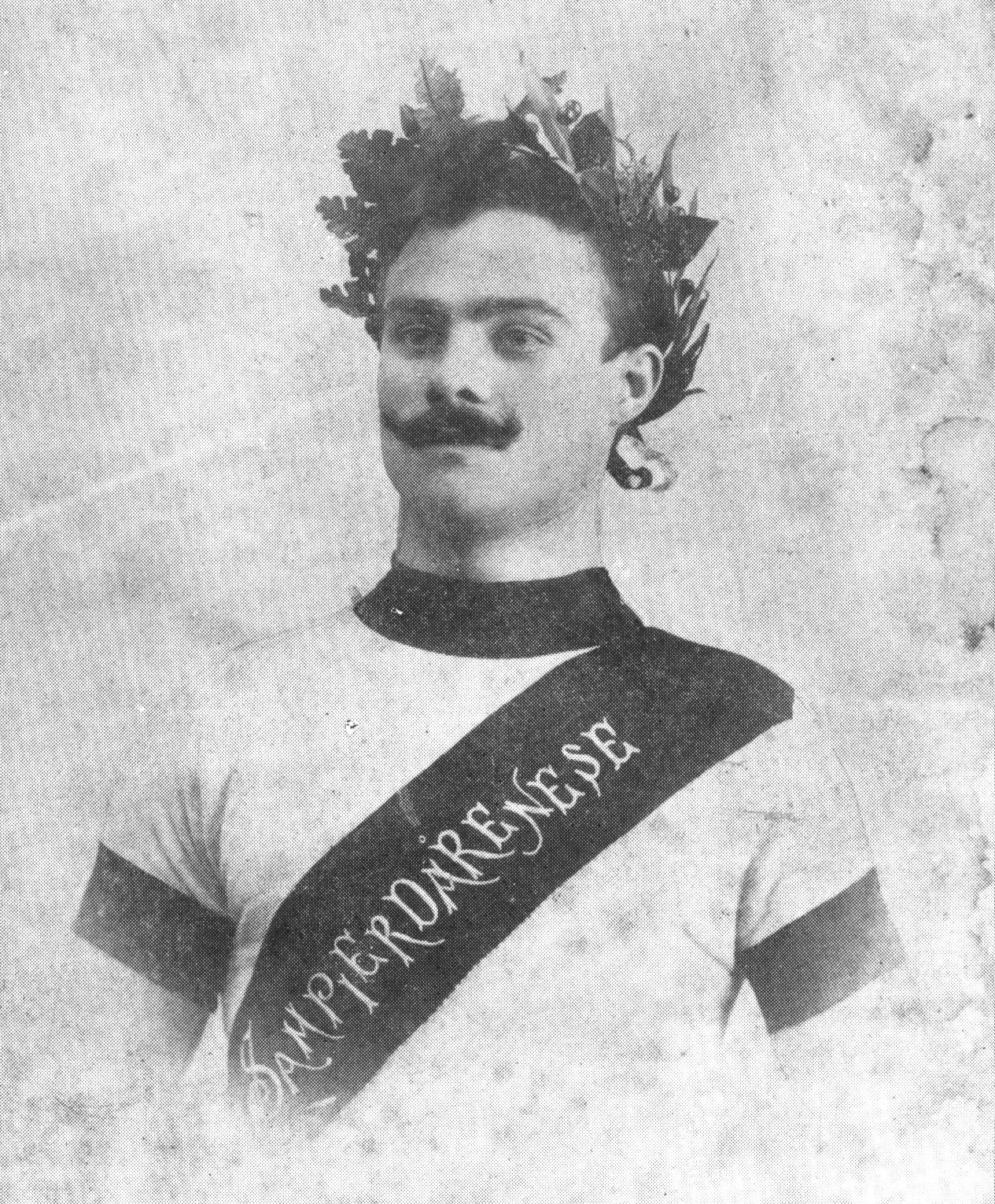
Camillo Pavanello

Numerosi sono gli atleti che hanno vestito la maglia azzurra alle Olimpiadi, a cominciare da Camillo Pavanello, ternano trapiantato sotto la Lanterna, unico ginnasta italiano ai Giochi Olimpici di Parigi del 1900.
Il culmine fu raggiunto ai giochi del 1920 (Anversa 1920), cui parteciparono ben nove sampierdarenesi, primato ancora oggi ineguagliato: portarono a casa l'oro nella ginnastica a squadre Fernando Bonatti, Luigi Cambiaso, Romualdo Ghiglione e Giobatta Tubino, mentre l'argento nel sollevamento pesi fu conquistato da Pietro Bianchi. La società riuscì ad iscrivere propri ginnasti in tutte le edizioni dei Giochi Olimpici disputati prima della seconda guerra mondiale, che conquistarono ulteriori medaglie d'oro nel 1924 e nel 1932 (rispettivamente Cambiaso e Oreste Capuzzo, sempre nella ginnastica a squadre).
Gli ultimi atleti sampierdarenesi iscritti alle Olimpiadi risalgono alle edizioni 1952 e 1956.

### Le sezioni Sport Acquatici
La Canottieri Sampierdarenesi venne fondata il 17 settembre 1920. La società ha attualmente sede in Via pionieri ed aviatori d'Italia 77 a Sestri Ponente.
Oltre alle discipline già citate, si segnalano partecipazioni olimpiche anche per nuoto e pallanuoto.